# Ram (nhiệt luyện)
Ram  là một phương pháp nhiệt luyện các kim loại và hợp kim gồm nung nóng chi tiết đã tôi đến nhiệt độ thấp hơn nhiệt độ tới hạn (Ac1), sau đó giữ nhiệt một thời gian cần thiết để mactenxit và austenit dư phân hoá thành các tổ chức thích hợp rồi làm nguội.
Phần nhiều sau khi ram chi tiết được làm nguội trong không khí, tuy nhiên cũng có trường hợp sau khi ram phải làm nguội trong nước hoặc dầu để tránh hiện tượng dòn ram.
Với thép thì quá trình ram sẽ làm cho thép dẻo dai hơn bởi sự biến đổi martenite "dòn" thành ferite. Việc tôi nhanh thép thì cần phải được ram lại sau đó nhằm giảm nội ứng lực bên trong chi tiết.
Trong luyện kim, người ta luôn chú ý cân bằng giữa hai yếu tố dòn (dễ vỡ) và dẻo. Sự cân bằng và ổn định cấu trúc tinh thể là nhiệm vụ chính của quá trình ram. Việc tính toán để khống chế thời gian giữ nhiệt cũng như nhiệt độ ram sẽ quyết định chất lượng chi tiết sau đó.
Một vài nước có nền công nghiệp tiên tiến, luôn luôn bảo vệ bí quyết và đầu tư nghiên cứu lĩnh vực này.
Ram được phân thành ba loại: Ram thấp, Ram trung bình và Ram cao.

## Ram thấp
Ram thấp là phương pháp nhiệt luyện gồm nung nóng thép đã tôi trong khoảng 150 đến 250 độ C tổ chức đạt được là mactenxit ram. Khi Ram thấp hầu như độ cứng không thay đổi (có thay đổi thì rất ít: từ 1-3 HRC). Áp dụng cho các chi tiết như lò xo, nhíp, khuôn rèn...

## Ram trung bình
Ram trung bình là phương pháp nung nóng thép đã tôi trong khoảng 300-450 độ C, tổ chức đạt được là trustit ram. Khi ram trung bình độ cứng của thép tôi tuy có giảm nhưng vẫn còn khá cao, khoảng 40-45 HRC, ứng suất bên trong giảm mạnh, giới hạn đàn hồi đạt được giá trị cao nhất, độ dẻo, độ dai tăng lên.

## Ram cao
Ram cao là phương pháp nung nóng thép đã tôi trong khoảng 500-650 độ C, tổ chức đạt được là xoocbit ram. Khi ram cao độ cứng của thép tôi giảm mạnh ,giảm khoảng 15-25 HRC, ứng suất trong bị khử bỏ, độ bền giảm đi còn độ dẻo, độ dai tăng lên mạnh. Áp dụng cho các chi tiết chịu tải trọng động vã tĩnh lớn như thanh truyền, bánh răng trục